# Passage Est
Die Passage Est (französisch für Ostpassage) ist eine Meerenge im Zentrum des Géologie-Archipels vor der Küste des ostantarktischen Adélielands. Sie trennt östlich der Pétrel-Insel die Buffon-Inseln von der Lamarck-Insel und dient als Zufahrtsweg zur Dumont-d’Urville-Station.
Französische Wissenschaftler benannten sie 1978.